# Bawełniak kosmaty
Bawełniak kosmaty (Sigmodon hirsutus) – gatunek ssaka z podrodziny bawełniaków (Sigmodontinae) w obrębie rodziny chomikowatych (Cricetidae).

## Zasięg występowania
Bawełniak kosmaty występuje w południowo-wschodnim Meksyku (wschodnia Oaxaca i Chiapas) na południe przez Amerykę Środkową (z wyłączeniem północnej Gwatemali, Belize i północno-zachodniego Hondurasu) do karaibskich nizin Kolumbii na południe przez dolinę rzeki Magdalena i na wschód do północnej Wenezueli.

## Taksonomia
Gatunek po raz pierwszy zgodnie z zasadami nazewnictwa binominalnego opisał w 1854 roku niemiecko-argentyński przyrodnik Hermann Burmeister nadając mu nazwę Lasiomys hirsutus. Holotyp pochodził z Maracaibo, w stanie Zulia, w Wenezueli. 
S. hirsutus był uważany za podgatunek lub synonim S. hispidus do czasu udokumentowania rozbieżności genetycznej i kladystycznej separacji. Blisko spokrewniony z S. alleni. Populacje z Ameryki Środkowej nie były przedmiotem rewizji taksonomicznej, a zatem zachodzi potrzeba ich dokładnej analizy; populacje z Ameryki Południowej uważane są za monotypowe. Autorzy Illustrated Checklist of the Mammals of the World uznają ten takson za gatunek monotypowy.

### Etymologia
- Sigmodon: gr. σῖγμα sigma „litera Σ”; ὀδούς odous, ὀδóντος odontos „ząb”; w aluzji do sigmoidalnego wzoru na zębach trzonowych gdy ich korony są zużyte[15].
- hirsutus: łac. hirsutus „włochaty, najeżony”, od hirtus „włochaty”[16].

## Morfologia
Długość ciała (bez ogona) 125–227 mm, długość ogona 92–165 mm, długość ucha 19–23 mm, długość tylnej stopy 34–37 mm; brak szczegółowych danych dotyczących masy ciała. 

## Tryb życia
Aktywny głównie w dzień, może być aktywny także w nocy, jeśli populacja jest wysoka. Żywi się grzyby, niektórymi nasionami, owadami oraz pokarmem roślinnym. Jego gniazda są zwykle pod kłodami, skałami, albo gęstymi kępami traw. Czasem zabierają nory innych ssaków. Żywi nim się płomykówka zwyczajna.

## Populacja
Obficie występuje w scrubie, na łąkach i polanach. W ciągu ostatnich kilku dekad jego populacja zwiększyła się. Obecnie bardzo się waha.

## Zagrożenia
Bawełniak kosmaty nie ma większych zagrożeń.